# Ellen Urho
Ellen Alli Marjatta Helevuo-Urho, född 22 januari 1920 i Birkala, död  17 oktober 2018 i Helsingfors, var en finländsk musikpedagog.
Urho blev filosofie magister 1950. Hon var musiklärare vid olika läroinrättningar 1944–1970, chef för skolmusikavdelningen vid Sibelius-Akademin 1970–1975 och professor i musikpedagogik 1980–1987. Hon var prorektor vid Sibelius-Akademin 1975–1981 och dess rektor 1981–1987. Av hennes många förtroendeuppdrag kan nämnas ordförandeposten i International Society for Music Education 1986–1988. Hon har författat musikböcker, bland annat Musiikki eilen ja tänään (två band, 1973–1974, tillsammans med Paavo Helistö och Erkki Pohjola).

## Utmärkelser
- Frihetsmedaljens 2. klass,  1944[2]
- Riddartecknet av Finlands Vita Ros’ orden,  1970[2]
- Kommendörstecknet av Finlands Lejons orden,  1986[2]
- Minnesmedalj för deltagande i 1941-1945 års krig[2]
- Vinterkrigets minnesmedalj[2]

[Redigera Wikidata]